# Darro (fiume)
Il Darro è un fiume che scorre nella provincia di Granada, in Andalusia, al sud della Spagna.
È un affluente del fiume Genil, che a sua volta lo è del Guadalquivir, appartenendo pertanto al bacino idrografico di questi fiumi.
Attraversa il territorio dei comuni di Huétor Santillán, Alfacar, Víznar e Granada.